# Pseudochromis oligochrysus
Pseudochromis oligochrysus, thường được gọi là cá đạm bì vòng vàng, là một loài cá biển thuộc chi Pseudochromis trong họ Cá đạm bì. Loài này được mô tả lần đầu tiên vào năm 2012. Trong tiếng Hy Lạp, oligochrysus nghĩa là "có ít vàng", ám chỉ đến màu sắc "ít vàng" của P. oligochrysus, mặc dù dấu vàng quanh mắt lại rất rõ ràng khi quan sát dưới nước.

## Phân bố và môi trường sống
P. oligochrysus phân bố ở khu vực phía tây Thái Bình Dương. Đây là loài đặc hữu của Indonesia, và chỉ được tìm thấy tại quần đảo Sunda Nhỏ, Nusa Penida và quần đảo Menjangan ngoài khơi đảo Bali. P. oligochrysus thường sống xung quanh những khu vực có nhiều rạn san hô hoặc những mỏm đá ngầm ở độ sâu khoảng 25 – 65 m, nhưng phổ biến hơn 40 m.

## Mô tả
P. oligochrysus trưởng thành dài khoảng 5 cm. P. oligochrysus có thân và đầu màu nâu lục, chuyển thành màu tím than ở thân sau và bụng. Hai bên má có các chấm vàng. Dưới mắt cũng có một viền mỏng màu vàng tươi. Mống mắt màu nâu cam. Vây lưng màu vàng cam. Vây đuôi bo tròn. Chúng khá nhát.
Số gai ở vây lưng: 3; Số vây tia mềm ở vây lưng: 25 - 27; Số gai ở vây hậu môn: 3; Số vây tia mềm ở vây hậu môn: 16; Số vây tia mềm ở vây ngực: 18 - 19; Số đốt sống: 26.
Thức ăn của P. oligochrysus có lẽ là rong tảo và các sinh vật phù du nhỏ. Thường sống đơn độc hoặc thành đôi vào mùa sinh sản. P. oligochrysus ưa sống ở rạn san hô có dòng nước lạnh và chảy mạnh.